# Vương hậu 7 ngày
Vương hậu 7 ngày (tiếng Hàn: 7일의 왕비; Hanja: 7日의 王妃; Romaja: 7 Ileui Wangbi; dịch nghĩa đen: "7 Day Queen") là một phim truyền hình Hàn Quốc với sự tham gia diễn xuất của Park Min-young trong vai Đoan Kính Vương hậu, cùng với Yeon Woo-jin và Lee Dong-gun. Phim được phát sóng trên KBS2 thứ Tư và thứ Năm hàng tuần lúc 22:00 (KST) từ ngày 31 tháng 5 năm 2017 đến ngày 3 tháng 8 năm 2017.

## Diễn viên

### Chính
- Park Min-young vai Shin Chae-kyung, sau là Đoan Kính Vương hậu

  - Park Si-eun vai Shin Chae-kyung khi còn trẻ
- Yeon Woo-jin vai Lee Yeok, sau là Triều Tiên Trung Tông

  - Baek Su-ho vai Lee Yeok khi còn trẻ
  - Choi Jung-hoo vai Lee Yeok khi còn nhỏ
- Lee Dong-gun vai Thế tử Lee Yung, sau là Yên Sơn quân
  - Ahn Do-gyu vai Thế tử Lee Yung khi còn trẻ
  - Lee Seung-woo vai Thế tử Lee Yung khi còn nhỏ

### Phụ

#### Hoàng thất
- Do Ji-won vai Từ Thuận Đại phi (Trinh Hiển Vương hậu), mẹ của Lee Yeok
- Song Ji-in vai Phế phi Thận thị, Vương phi của Lee Yung và là dì ruột của Chae-kyung
- Son Eun-seo vai Jang Nok-su, phi tần cũng như người bạn tri kỷ được sủng ái nhất của Lee Yung.

#### Khác
- Jang Hyun-sung vai Shin Soo-geun, anh trai của Phế phi Thận thị và là bố của  Chae-kyung
- Kang Shin-il vai Im Sa-hong, người bạn thân thiết của Lee Yung
- Park Won-sang vai Park Won-jong, chú ngoại của Myung-hye
- Yoo Hyung-kwan vai Yoo Soon-jung
- Yoo Seung-bong vai Yoo Ja-kwang
- Lee Hwa-ryong vai Sung Hee-an
- Kang Ki-young vai Jo Kwang-oh, bạn của Lee Yeok
  - Jung Yoo-ahn vai Jo Kwang-oh khi còn trẻ
- Kim Min-ho vai Baek Suk-hee, bạn của Lee Yeok
  - Jo Byeong-kyu vai Baek Suk-hee khi còn trẻ
- Hwang Chan-sung vai Seo Noh, vệ sĩ riêng và là bạn của Lee Yeok
  - Choi Min-young vai Seo Noh khi còn trẻ
- Go Bo-gyeol vai Yoon Myung-hye (Chương Kính Vương hậu), cháu gái của Park Won-jong và sau này được gọi là Chương Kính Vương hậu 
  - Park Seo-yeon vai Yoon Myung-hye khi còn trẻ
- Kim Jung-young vai vợ của Shin Soo-geun và mẹ của Chae-kyung
- Yeom Hye-ran vai bảo mẫu của Chae-kyung
- Yoo Min-kyu as Ki Ryong, vệ sĩ riêng của Lee Yung
- Choi Seung-kyung thái giám Kim
- Park Yong-jin vai thái giám Song
- Kim Ki-chun vai Mak Gae
- Yoon In-jo vai cung nữ Choi, cung nữ của Đại phi.